# Čergovský Minčol
Čergovský Minčol este o arie protejată (arie specială de conservare — SAC, sit de importanță comunitară — SCI) din Slovacia întinsă pe o suprafață de 4.262,34 ha, integral pe uscat.

## Localizare
Centrul sitului Čergovský Minčol este situat la coordonatele 49°13′28″N 21°02′08″E / 49.224467°N 21.03563°E.

## Înființare
Situl Čergovský Minčol a fost declarat sit de importanță comunitară în aprilie 2004 pentru a proteja 12 specii de animale. Situl a fost protejat și ca arie specială de conservare în martie 2004.

## Biodiversitate
Situată în ecoregiunea alpină, aria protejată conține 6 habitate naturale: Păduri de fag Luzulo-Fagetum, Păduri pe pante, grohotișuri și ravene de Tilio-Acerion, Formațiuni ierboase bogate în specii de Nardus, dezvoltate pe substraturi silicioase în zone montane (și în zone submontane, în Europa continentală), Păduri de fag subalpine medio-europene cu Acer și Rumex arifolius, Păduri de fag Asperulo-Fagetum, Liziere de ierburi înalte hidrofile de câmpie și de nivel montan până la alpin.
La baza desemnării sitului se află mai multe specii protejate:
- păsări (2): șorecar încălțat (Buteo lagopus), cocoș de mesteacăn (Tetrao tetrix)
- amfibieni (1): izvoraș-cu-burta-galbenă (Bombina variegata)
- mamifere (6): lupul (Canis lupus), vidră de râu (Lutra lutra), râs eurasiatic (Lynx lynx), liliac comun (Myotis myotis), liliacul mic cu potcoavă (Rhinolophus hipposideros), urs brun (Ursus arctos)
- nevertebrate (3): rădașcă (Lucanus cervus), Pholidoptera transsylvanica, Rosalia alpina

Pe lângă speciile protejate, pe teritoriul sitului au mai fost identificate 17 specii de plante, 12 specii de mamifere, 5 specii de nevertebrate.